# 향일암
향일암(向日庵)은 대한민국 전라남도 여수시에 있는 건축물로 지방문화재 제40호로 낙산사의 홍련암, 남해 금산 보리암, 강화도 보문사와 함께 한국의 4대 관음기도처 중 하나이다.
"해를 향한 암자"라는 뜻의 향일암은 여수시 돌산읍에 644년(신라 선덕여왕 13년) 원효대사가 원통암으로 창건하였다.
기암절벽 위에 동백나무와 아열대 식물의 숲속에 위치하고 있으며 남해 수평선의 일출광경이 특히 장관을 이루어 숙종 41년(1715년) 인목대사가 향일암이라 명명하였다. 또한 주위의 바위들이 거북등처럼 되어 있어 영구암이라 부르기도 한다.
평일은 물론, 특히 매년 12월 31일~1월 1일에는 향일암 일출제가 열려 관광객들이 전국각지에서 이곳 "해맞이 명소"에 몰려든다.

## 개요
향일암은 지은 시기를 알 수 없으나 조선시대 임진왜란으로 소실된 것을 숙종 39년(1713)부터 숙종 41년(1715)까지 인목대사가 지금 있는 자리에 다시 지어 ‘향일암’이라 하였다. 현재 전하는 건물은 모두 1986년에 다시 지은 것들이다. 절 경내에는 대웅전을 비롯하여 관음전, 칠성각, 취성루, 요사채 등이 있다.
대웅전 규모는 앞면 3칸·옆면 2칸으로 지붕은 옆면에서 볼 때 여덟 팔(八)자 모양인 팔작지붕이다. 또한 지붕 처마를 받치기 위해 장식하여 만든 공포는 기둥 위에만 있는 주심포 양식이다.
관음전의 규모는 앞면 3칸·옆면 1칸으로, 지붕은 옆면에서 볼 때 사람 인(人)자 모양인 맞배지붕으로 꾸몄다.
비록 최근에 고쳐 지은 절이긴 하지만 섬 지역에까지 전파된 불교문화를 살필 수 있는 좋은 예가 되고 있다.

## 화재 발생
2009년 12월 20일에는 원인을 알 수 없는 화재가 발생해, 대웅전 등이 소실되는 사고가 발생하였다.

## 축제 및 행사
- 향일암일출제 : 향일암에서 매년 새해 첫날 거행되는 해맞이 행사로 수의 이미지를 새로이 부각시키고 시민 화합과 희망찬 여수 발전을 기원하기 위해 1996년부터 시작되었다[3]

## 갤러리

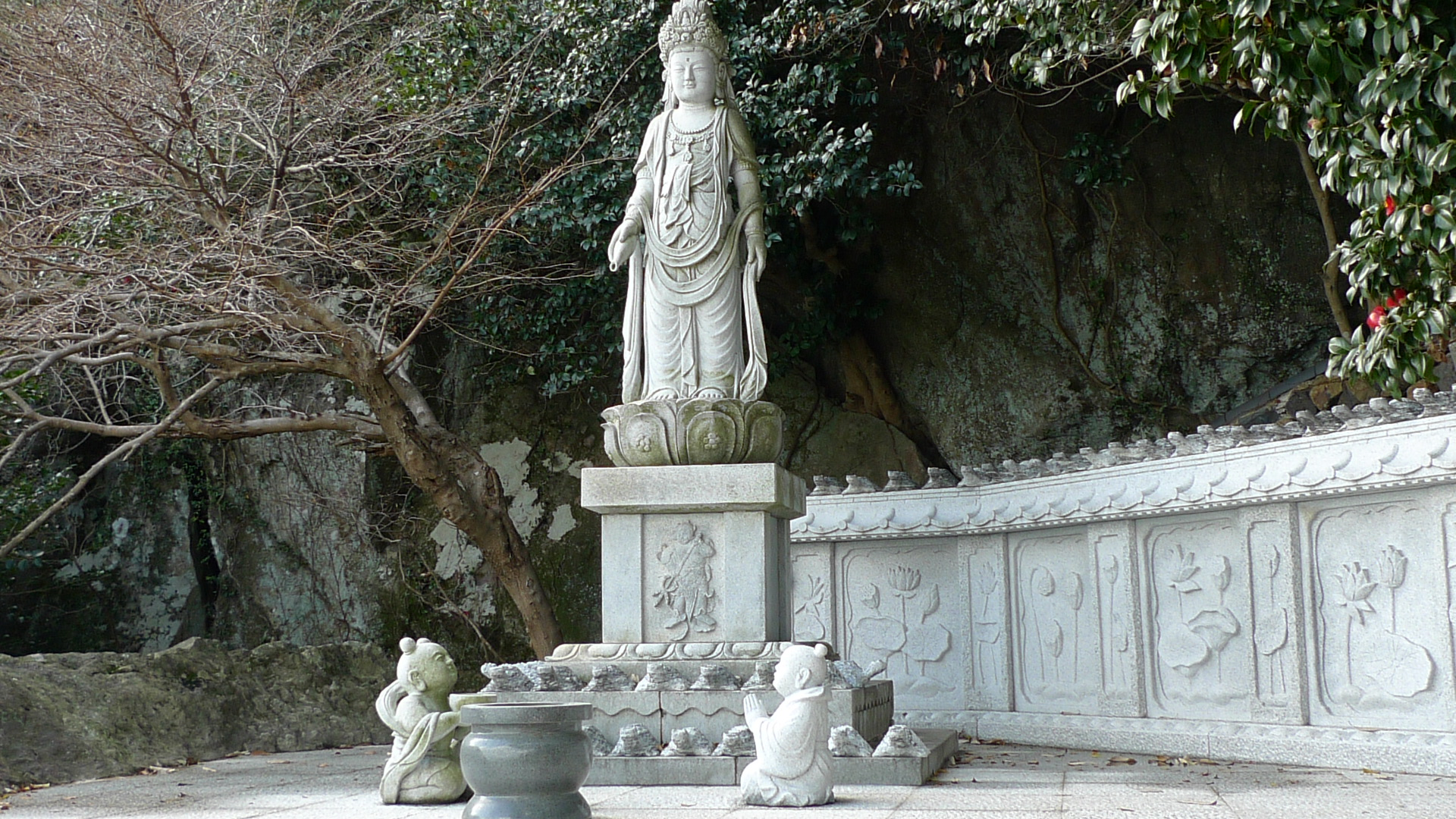
향일암 관음보살상
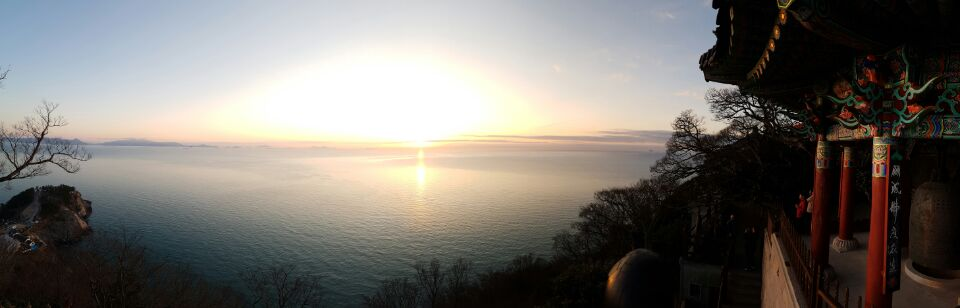
향일암 일출
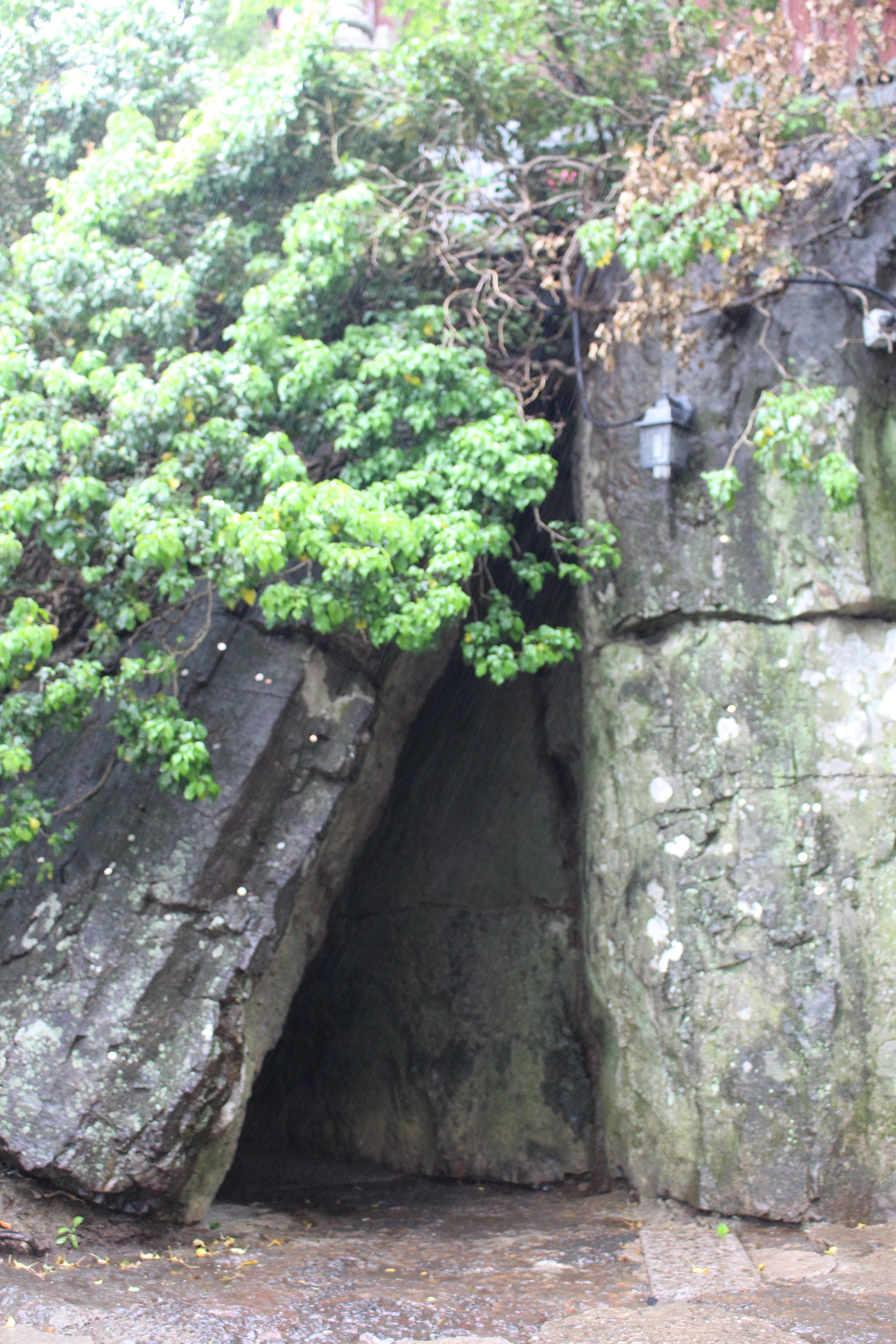
향일암 반야문
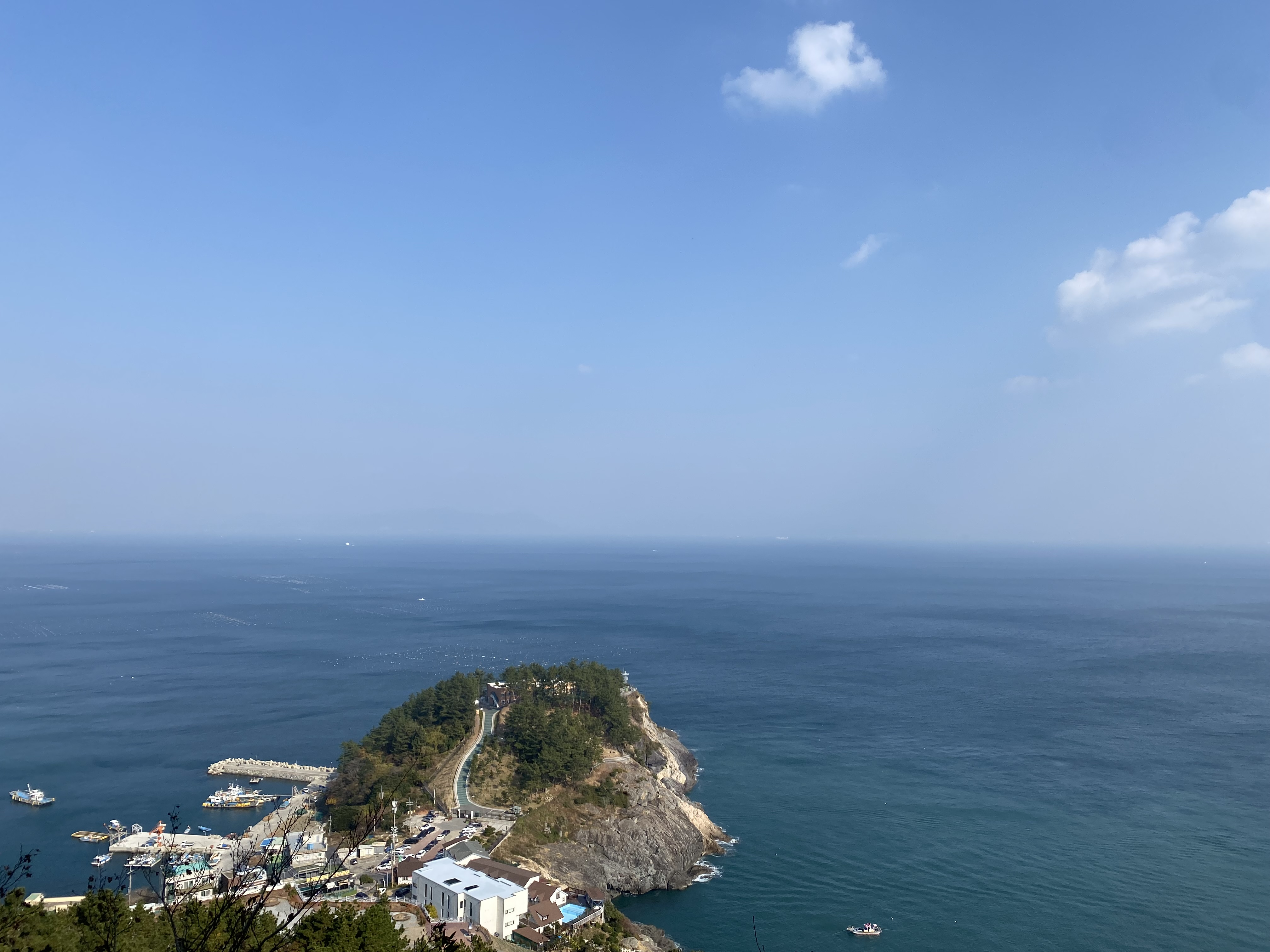
향일함에서 바라본 바다

## 참고 문헌
- 향일암 - 국가유산청 국가유산포털
- 이 문서에는 다음커뮤니케이션(현 카카오)에서 GFDL 또는 CC-SA 라이선스로 배포한 글로벌 세계대백과사전의 내용을 기초로 작성된 글이 포함되어 있습니다.